# Thomas Fitzpatrick (Pelzhändler)

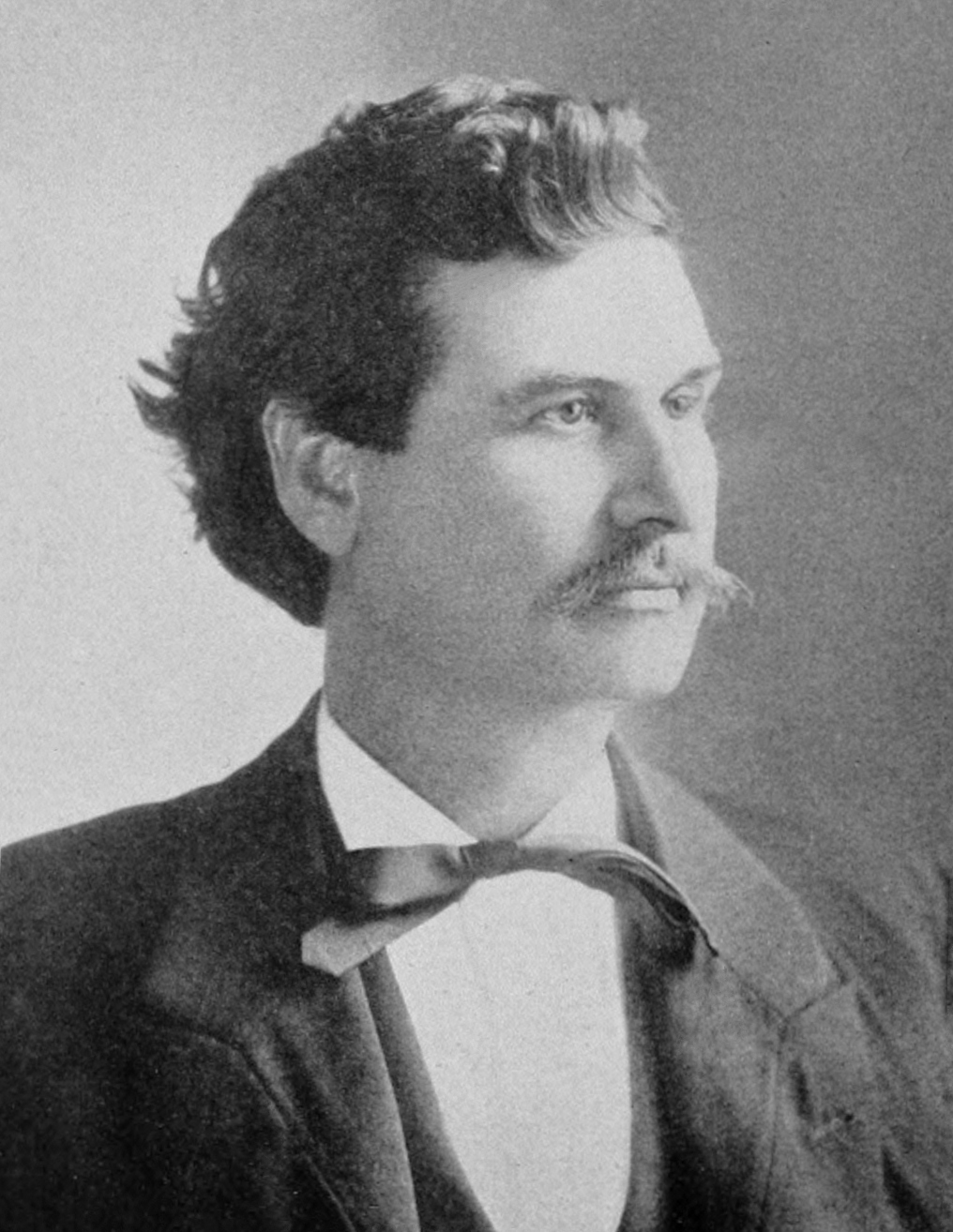
Thomas Fitzpatrick (1899)

Thomas Fitzpatrick (* 1799 in Cavan County, Irland; † 7. Februar 1854 in Washington, D.C.), auch als „Broken Hand“ bekannt, war ein amerikanischer Pelzhändler, Mountain Man, Scout und Trapper. Den Namen Broken Hand erhielt er, weil ein Gewehr in seiner Hand explodierte und er dabei drei Finger verlor.
1816 emigrierte Thomas Fitzpatrick in die USA. 1823 trat er dem in St. Louis von William Henry Ashley und Andrew Henry gegründeten Pelzhandelsunternehmen Ashley & Henry bei, der späteren Rocky Mountain Fur Company. Zusammen mit Ashley und anderen Mountain Men wie Jim Bridger nahm er an der ersten Expedition in die Rocky Mountains teil. 
Zusammen mit Jedediah Smith erkundete er den South Pass und das Tal des Green River. Ab 1826 arbeitete er als Clerk, also als Verantwortlicher für die kaufmännische Seite des Pelzhandels, unter David E. Jackson. 1830 kaufte er mit Jim Bridger und anderen Teilhabern die Rocky Mountain Fur Company von Jedediah Smith. Als der Pelzhandel mangels Beständen unrentabel wurde und die Rocky Mountain Fur Company im Jahre 1834 aufgelöst wurde, begleitete er Emigranten als Kundschafter durch die Wildnis des amerikanischen Westens.
Darunter war 1841 einer der ersten Auswandererzüge unter John Bidwell auf dem California Trail (siehe Bartleson-Bidwell Party). 1842 führte er die ersten Auswanderer nach Oregon auf den Oregon Trail. 1843 begleitet er John C. Frémont auf seiner zweiten Expedition. 
Im Mexikanisch-Amerikanischen Krieg 1846/48 war er anfangs Kundschafter bei Stephen W. Kearny auf seinem Marsch nach Santa Fe. Thomas Fitzpatrick wurde 1846 zum Indianer-Agenten für das Gebiet zwischen den Oberen Platte River und Arkansas River ernannt. Er handelte mehrere Verträge mit den Indianern aus. 1851 organisierte er das Abkommen von Fort Laramie. Er starb am 7. Februar 1854.